# Упекша
Упекша — незворушність, неупередженість або стриманість — одне з центральних понять буддизму. Воно означає відсутність пристрастей чи уподобань.
Незворушність — це особлива якість, пов'язана з мудрістю, праджня, яка відрізняється від байдужості. Байдужість — це просто відчуття, ведана, ні приємне, ні неприємне. Натомість, незворушність — це «моральна якість»: не відчуття, а воля, санскара.
- Упекша, як і санскара, описується як один із чинників надзвичайно розвиненого зосередження: четвертої дг'яни, незалежно від того, який об'єкт уможливив би це зосередження.
- Упекшу можна розглядати як об'єкт вправи на зосередження або як стан, якого слід досягти, і тоді вона є однією з Чотирьох Божественних станів[en]. Це також десята параміта.
- Упекха-самбоджга — це фактор пробудження, одна з семи якостей, які дозволяють досягти нірвани.

## Тхеравади
Згідно з Ньянапонікою: «Незворушність — це досконала рівновага розуму. У цьому стані, вкоріненому в проникливому і глибокому баченні речей, розум непохитний. [...] Друге чітке розуміння, на якому має ґрунтуватися незворушність, — це вчення Будди про не-Я (анатта). Це вчення показує, що на рівні кінцевої реальності дії не виконуються „особою“, і результат цих дій не впливає на „особу", „Я“. Вона також показує, що, як наслідок, якщо немає „мене“, ми не можемо говорити і про „моє“. Саме ілюзія „я“ породжує страждання і перешкоджає або порушує незворушність».

## Магаяна
Існує медитація про безмежну незворушність (упекшапрамана); Філіп Корну говорить з цього приводу: «Незворушність не слід плутати з апатичною байдужістю або простим нейтралітетом. Неупередженість тут — це любляче ставлення, яке більше не зарезервоване для небагатьох, а призначене для всіх. Мета такої медитації — позбутися відрази та прив'язаності. Її об'єкт, всі істоти, необмежений». Алексіс Лавіс погоджується, зазначаючи, що «Це уточнення є важливим, тому що ця корелятивна схильність до толерантності (kṣānti), яку буддійські тексти називають upekṣā, часто перекладається як „байдужість“, з ризиком побачити в ній ставлення презирства до того, що мене не цікавить, тоді як це, як вказує санскритський термін, питання подолання (upa) егоїстичних очікувань (ikṣa), які буддизм вважає ілюзорно надбудованими до досвіду».